# Viktor Schneider
Viktor Schneider var en tysk längdåkare som tävlade under 1920-talet. 
Schneider deltog i ett stort mästerskap nämligen VM 1927 i italienska Cortina d'Ampezzo där han blev trea på 18 kilometer klassiskt. Schneider blev därmed den första tysk att vinna en medalj vid ett världsmästerskap i nordisk skidsport. 